# Volker Schürmann
Volker Schürmann (* 1960 in Dortmund) ist ein deutscher Sportphilosoph und Hochschullehrer.

## Leben
Schürmann studierte nach dem 1979 in Dortmund bestandenen Abitur an der Universität Bielefeld Mathematik, Philosophie und Erziehungswissenschaften, sein erstes Staatsexamen legte er 1987 ab. Von 1989 bis 1998 war er an der Universität Bremen als wissenschaftlicher Mitarbeiter im Fach Philosophie und von 1998 bis 2000 im Fach Sportwissenschaft tätig. Seine 1992 an der Uni Bremen angenommene Doktorarbeit trug den Titel „Praxis des Abstrahierens“, 1998 schloss er seine Habilitation zum Thema „Zur Struktur hermeneutischen Sprechens“ ab. 1999 wurde ihm der Preis zur Förderung der Studien in der dialektischen Philosophie der Universität Groningen verliehen. Von 2001 bis 2009 leitete Schürmann an der Sportwissenschaftlichen Fakultät der Universität Leipzig die Abteilung für Sportphilosophie und Sportgeschichte. 2009 trat er an der Deutschen Sporthochschule Köln (DSHS) eine Professorenstelle am Institut für Pädagogik und Philosophie an. 2010 übernahm er die Leitung des Instituts.
2003 wurde Schürmann für die Deutsche Forschungsgemeinschaft (DFG) als Sondergutachter in der Sportwissenschaft tätig und ab 2011 saß er im Wissenschaftlichen Beirat der Helmuth-Plessner-Gesellschaft. In der Sektion Sportphilosophie der Deutschen Vereinigung für Sportwissenschaft übernahm er das Amt des Sektionssprechers.
Zu den Schwerpunkten seiner wissenschaftlichen Tätigkeit gehören die philosophische Anthropologie, Hermeneutik, Sportphilosophie und Modernetheorie.

## Schriften (Auswahl)
- Praxis des Abstrahierens. Naturdialektik als relationsontologischer Monismus (zugleich Dissertation 1992), Lang, Frankfurt am Main u. a. 1993, ISBN 978-3-631-45923-2.
- Zur Struktur hermeneutischen Sprechens. Eine Bestimmung im Anschluß an Josef König (zugleich Habilitation), Alber, Freiburg (Breisgau); München 1999, ISBN 978-3-495-47925-4.
- Die Unergründlichkeit des Lebens. Lebens-Politik zwischen Biomacht und Kulturkritik, transcript, Bielefeld 2011, ISBN 978-3-8376-1905-8.
- Die Souveränität als Lebensform . Plessners urbane Philosophie der Moderne, Fink, Paderborn 2014, ISBN 978-3-7705-5781-3.
- Grundlagen der Sportphilosophie, Lehmanns, Berlin 2018, ISBN 978-3-86541-966-8.
- Mündige Leiber. Grundlagen von modernem Sport und körperlicher Bildung, wbg, Darmstadt 2021, ISBN 978-3-534-40468-1.
- Spekulativer Marxismus. Studien zu Hans Heinz Holz. Mit einem Beitrag von Dietmar Dath zur dessen ästhetischer Theorie Mandelbaum Verlag, Wien, Berlin 2023, ISBN 978-3-99136-004-9.